# Algemene wet inzake rijksbelastingen
De Algemene wet inzake rijksbelastingen (AWR) is een Nederlandse overkoepelende wet die geldt voor alle belastingen die door het rijk geïnd worden. De Gemeentewet en de Provinciewet verklaren deze ook grotendeels van toepassing op gemeentelijke en provinciale heffingen.

## Geschiedenis
De Algemene wet inzake rijksbelastingen is in 1959 ingevoerd. In deze wet zijn een groot aantal algemene regels opgenomen, die voordien in allerlei afzonderlijke heffingswetten stonden.
De Wet van 14 oktober 2015 tot wijziging van de Algemene wet inzake rijksbelastingen en enige andere wetten in verband met een regeling voor het elektronische berichtenverkeer (Wet elektronisch berichtenverkeer belastingdienst) regelt de mogelijkheid dat burgers digitaal moeten gaan communiceren met de Belastingdienst.

## Inhoud

### Woonplaats
Allereerst geeft de AWR een algemeen woonplaatsbegrip. Waar iemand woont, wordt naar de omstandigheden beoordeeld. Bij natuurlijke personen gaat het om het centrum van de persoonlijke belangen, bij rechtspersonen om de plaats van feitelijke leiding of waar de beslissingen feitelijk genomen worden (in geval van tussenschuiven van stromannen). Het GBA-adres of statutaire vestigingsplaats doen vrijwel niet ter zake. Deze bepaling zet een rem op fiscale nepverhuizingen. Verhuizen naar een belastingparadijs is op zich toegestaan, maar iemand moet ook echt verhuisd zijn, en niet zich slechts daar inschrijven. Door deze brede bepaling met ruime omschrijving kunnen belastingvluchten naar belastingparadijzen makkelijk worden tegengegaan. Landen die een smaller begrip hanteren, zoals Frankrijk, hebben hier aparte wetgeving voor nodig: de CFC-wetgeving.

### Fiscaal partnerschap
Artikel 5a AWR bepaalt wie fiscaal partner van elkaar zijn. Fiscaal partnerschap is van belang voor de heffing van een aantal belastingen en voor het recht op toeslagen. Ieder persoon kan slechts één fiscaal partner hebben.
Echtgenoten zijn in beginsel altijd fiscaal partner van elkaar. Zij zijn echter geen fiscaal partner als ze van tafel en bed zijn gescheiden. Daarnaast eindigt het partnerschap zodra een verzoek tot echtscheiding of scheiding van tafel en bed is ingediend én de echtgenoten niet meer op hetzelfde woonadres staan ingeschreven. Ongehuwde meerderjarigen kunnen op grond van de AWR partner zijn indien zij een notarieel samenlevingscontract hebben én op hetzelfde woonadres staan ingeschreven.
De Wet inkomstenbelasting 2001 en de Successiewet 1956 (schenk- en erfbelasting) kennen elk een aanvullend partnerbegrip. Deze gelden in aanvulling op art. 5a AWR en zijn daarom slechts van toepassing indien een belastingplichtige voor die wetten niet al op grond van van art. 5a AWR een fiscaal partner heeft.

### De aangifte
De wet bepaalt dat iedere belastingplichtige een aangifte biljet "duidelijk, stellig en zonder voorbehoud" moet invullen. Een andere bepaling is dat een belastingplichtige die geen aangiftebiljet heeft gekregen, daar zelf om moet vragen.
Indien iemand geen of (al dan niet opzettelijk) onjuiste aangifte doet, kan de inspecteur van de aangifte afwijken. Dit dient hij wel mede te delen zodat de belastingplichtige tegenbewijs kan aanvoeren. Aannemelijk maken is hier voldoende, wat minder zwaar is dan de bewijslast in het civiele recht.

### De aanslag
Daarnaast schrijft de AWR precies voor hoe en wanneer een aanslag moet worden opgemaakt en aan welke eisen deze moet voldoen.
Tegen iedere aanslag staat uiteraard bezwaar open bij de inspecteur, waarna beroep kan worden aangetekend bij de rechtbank.
De wet geeft verder eisen voor naheffing en navordering. Zo geldt onder andere de eis van het nieuwe feit, maar kan een duidelijke vergissing van de kant van de belastingdienst geen beletsel zijn voor naheffing of navordering (bijvoorbeeld een nul te weinig op de aanslag). De bevoegdheid tot het vaststellen van een navorderingsaanslag vervalt 5 jaar na het tijdstip waarop de belastingschuld is ontstaan (bij inkomstenbelasting het eind van het belastingjaar). Indien voor het doen van aangifte uitstel is verleend, wordt de navorderingstermijn met de duur van dit uitstel verlengd. Indien te weinig belasting is geheven over een bestanddeel van het voorwerp van enige belasting dat in het buitenland wordt gehouden of is opgekomen, vervalt de bevoegdheid tot navorderen 12 jaar na het tijdstip waarop de belastingschuld is ontstaan.

### Sancties
In de AWR zijn verschillende bepalingen opgenomen waarmee het niet voldoen aan de fiscale wetgeving wordt bestraft. Als bijvoorbeeld geen aangifte is gedaan of als gebreken in de administratie van een onderneming zijn geconstateerd kan belastingplichtige te maken krijgen met verzwaring van bewijslast.
Ook geeft de wet een aantal financiële en strafrechtelijke sancties. Voor lichtere misstappen (zoals het te laat inleveren van de aangifte) kan een administratieve verzuimboete worden opgelegd. Voor zwaardere vergrijpen (het opzettelijk niet aangeven van inkomsten) wordt een vergrijpboete opgelegd, die als percentage van de te weinig geheven belasting wordt berekend en tot 100% daarvan kan oplopen. Dit zijn bestuurlijke boetes, geregeld in het Besluit Bestuurlijke Boeten Belastingdienst (een besluit van de staatssecretaris van Financiën, dus een ministeriële regeling). In aanvulling daarop was er de Tijdelijke verruiming en daaropvolgende aanscherping inkeerregeling, een besluit van 2 september 2013.
Als er zeer ernstige fraude is gepleegd, kan het OM overgaan tot strafvordering op aangifte van de fiscus. Hier geldt wel het "una via" beginsel: heeft de fiscus voor de weg van het strafrecht gekozen dan mag men niet ineens overgaan op een bestuursrechtelijke procedure, en andersom.

### Deugdelijke administratie
Ten slotte kent artikel 47 nog een sanctie voor onder andere het niet voeren van een deugdelijke administratie: omkering van de bewijslast. In zulke gevallen moet de belastingplichtige niet meer aannemelijk maken, maar onherroepelijk bewijzen dat hij gelijk heeft en niet de inspecteur. Aangezien dit slechts kan met een deugdelijke administratie is dit vrijwel onmogelijk en wordt desbetreffende bedrijf of ondernemer gedwongen haar boekhouding op tafel te leggen.

### Massaal bezwaar
Artikel XVI van de Wet van 23 december 2015 tot wijziging van enkele belastingwetten en enige andere wetten (Overige fiscale maatregelen 2016) heeft met ingang van 1 januari 2016 aan de AWR Afdeling 1a, Massaal bezwaar (art. 25c-25f) toegevoegd die massaal bezwaar regelt.